# Fouad Laroui

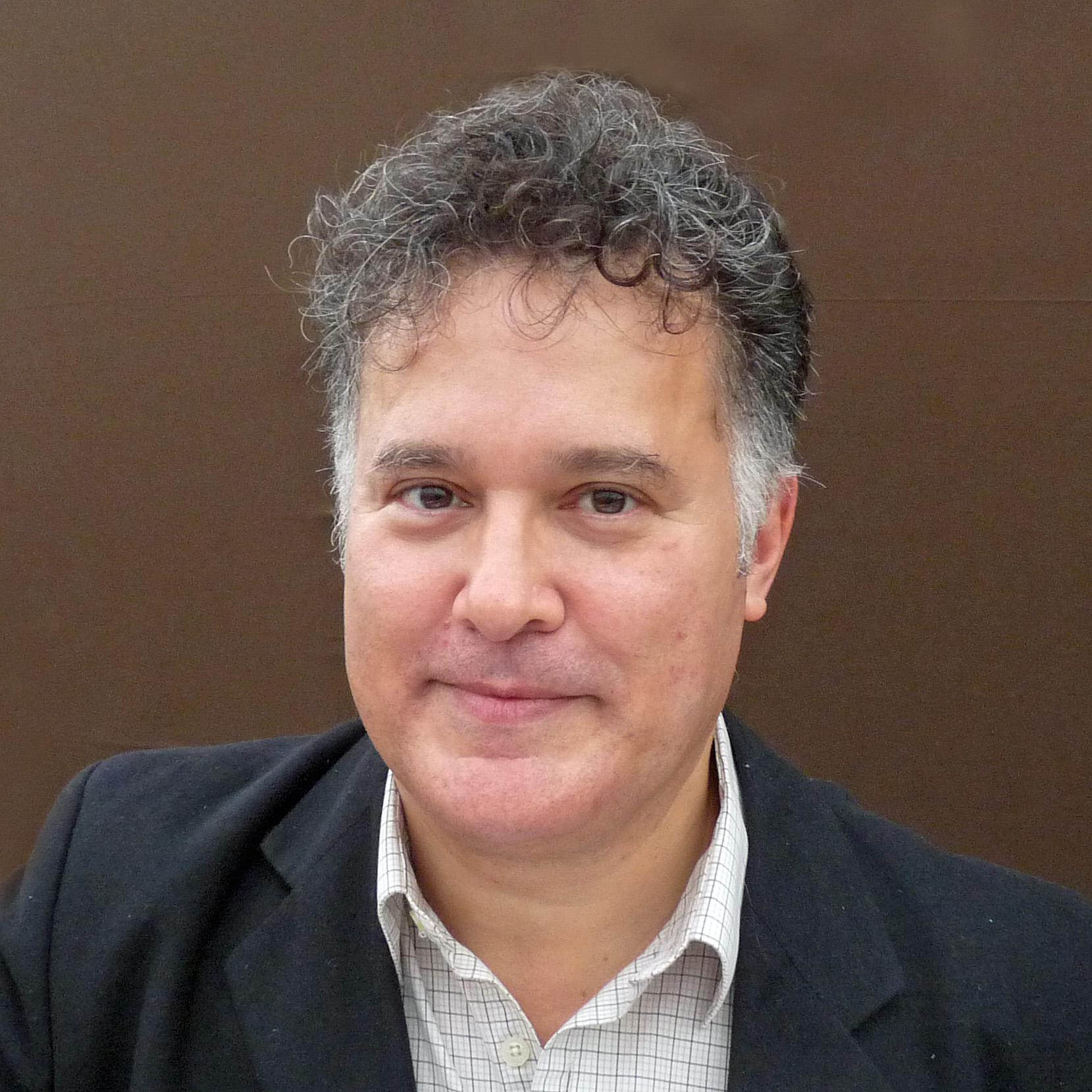
Porträt vom September 2011

Fouad Laroui (arabisch فؤاد العروي, DMG Fuʾād al-ʿArwī; * 12. August 1958 in Oujda, Marokko) ist ein marokkanischer Schriftsteller, Literaturkritiker und Universitätsdozent. Er schreibt seine Texte und Bücher auf Französisch und Niederländisch.

## Biographie
Laroui besuchte in seiner Heimat Marokko das Lycée Lyautey de Casablanca, bevor er an der École Nationale des Ponts et Chaussées in Paris sein Diplom als Ingenieur erwarb und später in Wirtschaftswissenschaften promovierte. Zunächst leitete er eine Mine in Khouribga, bevor er nach England ging und mehrere Jahre in Cambridge und York verbrachte. Heute lebt er in Amsterdam, wo er an der Vrije Universiteit als Dozent (zuerst für Umweltwissenschaften, später für Französische Literatur und Philosophie) lehrt und als Literaturkritiker u. a. für die Wochenzeitung Jeune Afrique, die Zeitschrift Économia und den marokkanischen Radiosender Médi 1 tätig ist. Fouad Larouis hat bislang neun Romane sowie zahlreiche Essays und Erzählungen veröffentlicht. Drei der Romane wurden ins Deutsche übersetzt. Seine Romane und Erzählungen handeln von der Identität des Einzelnen in einer globalisierten Welt und dem Dialog zwischen den Kulturen. Außerdem beschäftigt er sich in seinen Werken mit verschiedenen Konfliktsituationen. Er sagt über sich: „Ich schreibe, um Situationen anzuprangern, die mich schockieren. Um die Dummheit in all ihren Formen aufzuzeigen. Boshaftigkeit, Grausamkeit, Fanatismus und Blödheit widern mich an.“

## Werke
- Les Dents du topographe (Julliard, 1996): Chronik eines jungen Marokkaners, der die etablierte Ordnung ablehnt und sich seinem Vaterland nicht mehr zugehörig fühlt. Prix Découverte Albert-Camus.
- De quel amour blessé (Julliard, 1998): Die Geschichte einer unmöglichen Liebe zwischen einem Pariser Maghreb und der Tochter eines Juden. Prix Méditerranée des lycées, prix Radio-Beur FM.
- Méfiez-vous des parachutistes (Julliard, 1999): Ein amüsantes Porträt der marokkanischen Gesellschaft am Beispiel des Lebens zweier ziemlich verrückter Personen.
- La Meilleure Façon d'attraper des choses (Yomad, 2001). Album für die Jugend, illustriert von Pierre Léger. Prix Grand Atlas 2005.
- Le Maboul (Julliard, 2000): Novellensammlung – satirische Darstellung der marokkanischen Gesellschaft.
- Verbannen Woorden (NL) (Vassalucci, 2002): Sammlung jener Gedichte, die an der Wahl zum Grand Prix néerlandais de poésie (Buddingh' Prijs) teilgenommen haben.
- La fin tragique de Philomène Tralala (Julliard, 2003)
- Chroniques des temps déraisonnables (Zellige; Tarik, 2003): Chroniken.
- Tu n'as rien compris à Hassan II (Julliard, 2004): Novellensammlung. Der Preis SGDL der Novelle 2004.
- De l’islamisme. Une réfutation personnelle du totalitarisme religieux. (Robert Laffont, 2006)
- L'Oued et le Consul (Julliard, 2006): Novellensammlung.
- L'Eucalyptus de Noël (Yomad, 2007): Album für die Jugend, illustriert von Nathalie Logié.
- La femme la plus riche du Yorkshire  (Julliard, 2008): Roman. Ein junger marokkanischer Student und eine wohlhabende Witwe finden sich inmitten der englischen Landidylle.
- Le jour où Malika ne s'est pas mariée (Julliard, 2009): Novellen.
- Des Bédouins dans le polder. Histoires tragi-comiques de l’émigration. (Zellige, 2010)
- Une année chez les Français (Julliard, 2010): Dieser Roman wurde für den prix Goncourt nominiert und erhielt 2011 den Prix de l'Algue d'Or (Saint-Briac-sur-Mer)
- Le Drame linguistique marocain (Zellige; Le Fennec, 2011): Essay.
- La Vielle Dame du riad (Julliard, 2011): Roman. (Die alte Dame in Marrakesch. Deutsche Übersetzung Christiane Kayser. ) Merlin, Gifkendorf, 2017
- Le jour où j'ai déjeuné avec le Diable (Zellige, 2011): Chroniken.
- L'Étrange Affaire du pantalon de Dassoukine (Julliard, 2012): Novellen.
- Du bon usage des djinns (Zellige, 2014): Chroniken.
- Les Tribulations du dernier Sijilmassi (Julliard, 2014): Roman. (Die Leiden des letzten Sijilmassi. Deutsche Übersetzung Christiane Kayser. ) Merlin, Gifkendorf, 2017
- Une lecture personnelle d'Averroès (Éditions universitaires d'Avignon, 2014): Essay.
- D’un pays sans frontières (Zellige, 2015): Essay.
- L’Oued et le Consul (Flammarion, 2015): Novellen.
- Ce vain combat que tu livres au monde (Julliard, 2016): Roman. (Im aussichtslosen Kampf zwischen dir und der Welt. Deutsche Übersetzung Christiane Kayser.) Merlin, Gifkendorf, 2017
- L’insoumise de la Porte de Flandre (Julliard, 2017): Roman.

## Auszeichnungen und Preise
- 2002: Prix E. du Perron (Niederlande) für sein Werk
- 2013: Prix Goncourt de la nouvelle für L'Étrange Affaire du pantalon de Dassoukine
- 2014: Grande Médaille de la francophonie de l'Académie française
- 2014: Grand prix Jean-Giono für Les Tribulations du dernier Sijilmassi